# A Little Party Never Killed Nobody (All We Got)
«A Little Party Never Killed Nobody (All We Got)» —literalmente en español: «Un poco de fiesta nunca mató a nadie (Todo lo que tenemos)»— es una canción interpretada por la cantante y compositora estadounidense Fergie, con la colaboración del rapero estadounidense Q-Tip y el disc jockey y productor GoonRock, lanzada como sencillo promocional de la banda sonora para la película El gran Gatsby (2013).

## Lista de canciones y formatos
| Descarga digital |                                                                  |          |  |
| N.º              | Título                                                           | Duración |  |
| 1.               | «A Little Party Never Killed Nobody (All We Got)» (Original Mix) | 2:57     |  |

## Posicionamiento en listas
| Lista (2013)                                      | Mejor posición |
| ------------------------------------------------- | -------------- |
| Australia (ARIA)                                  | 45             |
| Austria (Ö3 Austria Top 40)                       | 54             |
| Bélgica (Valonia) (Ultratip Bubbling Under)       | 44             |
| Canadá (Canadian Hot 100)                         | 72             |
| República Checa (Rádio Top 100)                   | 82             |
| Francia (SNEP)                                    | 34             |
| Alemania (Offizielle Deutsche Charts)             | 29             |
| Nueva Zelanda (Recorded Music NZ)                 | 8              |
| Eslovaquia (Rádio Top 100)                        | 37             |
| Suiza (Schweizer Hitparade)                       | 59             |
| Estados Unidos (Billboard Hot 100)                | 77             |
| Estados Unidos (Dance/Electronic Songs Billboard) | 12             |